# On the Road 1981
On the Road 1981 – koncertowy album brytyjskiej grupy Camel wydany w 1997 roku. Obejmuje materiał nagrany przez BBC podczas koncertu w Hammersmith Odeon w kwietniu 1981 roku. Jest kolejnym z "oficjalnych" bootlegów Camel.

## Lista utworów
1. "Never Let Go" (7.03) – Latimer
2. "Song Within a Song" (7.20) – Bardens, Latimer
3. "Lunar Sea" (10.50) – Bardens, Latimer
4. "City Life" (4.43) – Hoover, Latimer
5. "Nude" (0.27) – Latimer
6. "Drafted" (3.55) – Hoover, Latimer
7. "Docks" (4.06) – Latimer, Watkins
8. "Beached" (3.34) – Latimer
9. "Landscapes" (3.22) – Latimer
10. "Changing Places" (3.31) – Latimer
11. "Reflections" (2.24) – Latimer
12. "Captured" (3.19) – Latimer, Schelhaas
13. "The Last Farewell" (4.04) – Latimer

## Twórcy
- Andrew Latimer – gitara, flet, śpiew
- Colin Bass – gitara basowa, śpiew
- Andy Ward – perkusja
- Kit Watkins – instrumenty klawiszowe, flet
- Jan Schelhaas – instrumenty klawiszowe